# Балмасов, Яков Андреевич
Яков Андреевич Балмасов (1891 — 1963, Москва) — советский государственный, партийный и хозяйственный деятель, заместитель министра целлюлозно-бумажной промышленности (1950-е).

## Биография
Яков Балмасов родился в 1891 году.
Вступил в РСДРП(б) в марте 1917 года, был одним из организаторов Люберецкой партячейки. В ноябре 1917 г. — член Люберецкого ревкома (Московская губерния).
С 1923 г. на партийной и советской работе в Калуге. В 1925—1926 председатель Калужского губисполкома.
Делегат XIII съезда РКП(б) (23—31 мая 1924) и XIV конференции РКП(б) (27—29 апреля 1925).
В 1926—1927 гг. — ответственный секретарь Курганского окружкома ВКП(б).
В последующем работал в целлюлозно-бумажной промышленности: 
- В 1927—1930 годах директор фабрики «Сокол», ныне Сокольский целлюлозно-бумажный комбинат, город Сокол, Вологодская область.
- В 1932—1935 годах директор Сясьского целлюлозно-бумажного комбината, пос. Сясьстрой Волховского района Ленинградской области.
- Начальник Главного управления целлюлозной и бумажной промышленности на Карельском перешейке (Главкарелбумпром).
- После начала Великой Отечественной войны эвакуирован в город Соликамск Молотовской области (ныне Пермский край)[1].
- В 1940-е годы директор Соликамского целлюлозно-бумажного комбината.
- В 1950-е годы заместитель министра целлюлозно-бумажной промышленности[2].

Жил в кв. 223 Дома на набережной (Москва, ул. Серафимовича, 2).
Яков Андреевич Балмасов умер в 1963 году в Москве, похоронен на Новодевичьем кладбище города Москвы, 8 уч. ряд; ныне кладбище расположено в районе Хамовники Центрального административного округа Москвы.

## Семья
- Сын — Евгений Яковлевич Балмасов (1916—1980), доктор технических наук, профессор, заведующий кафедрой автоматизации Московского лесотехнического института.
- Невестка — Ирина Анатольевна Ликсо, актриса.